# آبشار آگات
آبشار آگات (به انگلیسی: Agate Falls) آبشاری است که در میشیگان، ایالات متحده آمریکا واقع شده و ارتفاع کلی ریزشگاه آن ۳۹ فوت (۱۲ متر) است.